# Записки Простодушного
«Запи́ски Простоду́шного» — первый собственно эмигрантский сборник рассказов русского писателя Аркадия Тимофеевича Аверченко, изданный в сентябре 1921 года в Константинополе. Первое издание, вместо подзаголовка «Я в Европе», сопровождалось подзаголовком: «… о нашей жизни, страданиях, приключениях, о том, как мы падали, поднимались и снова падали, о нашей жестокой борьбе и о тихих радостях».
Второе издание, вместе с циклом «Я в Европе» о жизни в Чехословакии, было издано в Праге в 1923 году, в Берлине издано издательством «Север» в 1923 году.

## Проблематика цикла
«Записки Простодушного» открывают юмористическое и вместе с тем глубоко сатирическое направления в описании жизни русской эмиграции в Константинополе. Главный герой цикла рассказов — Простодушный, эволюция характера которого положена в основу цикла. В центр своего внимания писатель ставит не сами события, а их восприятие Простодушным, тем самым скрывая всякий драматизм жизни под внешней, комической стороной событий. Такой прием изображения эмигрантской действительности позволил Аверченко остро показать надломы человеческих душ.
… отныне я тоже решил «улыбаться на похоронах»…
этими словами заканчивается «Предисловие Простодушного», первая миниатюра цикла, в которой рассказчик совершает своего рода апологию Дурака, «господина», который плакал на свадьбе, и смеялся на похоронах. Этот эпизод, как и многие другие в сборнике, выглядит весьма юмористично на первый взгляд, но на фоне предшествующих эмиграции автора событий (Первой мировой войны, Октябрьской социалистической революции, Гражданской войны) мысль о том, что умерший человек, «наконец, устроился как следует», уже не кажется столь парадоксальной и смешной.
В «Записках Простодушного» автором изображается яркая галерея типов людей, на которых он обрушивает свои сатирические стрелы: русский военнопленный, «комиссионер удовольствий», «богомольный племянник», «Импресарио Шаляпина», Филимон Бузыкин, «благородная» девушка и др. Наиболее ярко сатирическое начало проявляется в рассказах «Константинопольский зверинец» и «Второе посещение зверинца», а также «Благородная девушка».
Однако наряду с сатирическими образами в рассказе изображены и персонажи, несущие в себе идею подлинно русского характера, явно импонирующие рассказчику и автору. В этом смысле весьма показательна миниатюра «О гробах, тараканах и о пустых внутри бабах», где рассказчик говорит о встрече с бывшими журналистом и поэтом, а также с сестрой журналиста. Они зарабатывают на жизнь, чем могут: один рекламирует ресторан, нарядившись картонным чучелом женщины, другой лежит в гробу у гадалки, а сестра журналиста на тараканьих бегах, как пишет Аверченко, «…состоит при зелёном таракане…».
Тараканьи бега — достаточно показательная реалия русской константинопольской жизни (см. также пьесу М. А. Булгакова «Бег», освещающую эту страницу истории русского зарубежья). В связи с этим рассказчик искренне восхищается русским характером:
Ой, крепок ещё русский человек, ежели ни гроб его не берет, ни карнавальное чучело не пугает, ежели простой таракан его кормит…
Заканчиваются «Записки Простодушного» признанием героя в эволюции своего простодушного характера:
Гляжу я искоса в зеркало… — и нет больше простодушия в выражении лица моего…

## Композиция цикла
Все без исключения рассказы построены по двум твердым композиционным схемам: соблюдая традицию жанра «записок» (см., например, «Записки сумасшедшего» Н. В. Гоголя) автор рассказывает либо 1) о событиях, происходивших в действительности с самим героем, либо 2) о событиях, о которых герою рассказывают другие персонажи. Такой подход к композиции «Записок Простодушного», по мнению исследователей[кого?], делает их наиболее целостным произведением Аркадия Аверченко.

## Список рассказов
Цикл рассказов «Записки Простодушного» состоит из следующих рассказов (год издания указан для рассказов и разделов, отсутствующих в первом издании).

### (Первое издание)
- Предисловие Простодушного
- Первый день в Константинополе
- Галантная жизнь Константинополя
- Деловая жизнь
- Русские женщины в Константинополе
- Русское искусство
- Константинопольский зверинец
- Второе посещение зверинца
- Оккультные тайны Востока
- Лото-Тамбола
- О гробах, тараканах и пустых внутри бабах
- Ещё гроб
- Благородная девушка
- Русские в Византии
- Аргонавты и золотое руно
- Развороченный муравейник
- Великое переселение народов
- Трагедия русского писателя
- Язык богов
- Бриллиант в три карата
- Константинопольские греки (1923)
- Утопленники (1923)
- Дела (1923)
- Заключение

### Чехо-Словакия (1923)
- Прага
- Чехи
- Кнедлики
- Как добыть себе в Праге комнату
- Мой ученик
- Самый страшный притон Праги
- Русский беженец в Праге